# Landwarów (stacja kolejowa)
Landwarów (lit: Lentvario geležinkelio stotis) – stacja kolejowa w Landwarowie, w rejonie trockim, na Litwie. Znajduje się na głównej linii kolejowej Wilno – Kowno i na linii Wilno – Grodno.

## Historia
Stacja kolejowa została uruchomiona w 1862 roku. Wybudowana była w latach 1858–1862, w ramach budowy Kolei Warszawsko-Petersburska, pomiędzy stacjami Rudziszki a Wilno. 15 grudnia 1862 rozpoczęto regularny ruch pociągów w kierunku Warszawy. Jeszcze w XIX w. została stacją węzłową z biegnącymi tu w jednym przebiegu kolejami libawsko-romeńską i Wierzbołów-Wilno. Na tych liniach Landwarów położony był między stacjami Jewie i Wilno. Ruch kolejowy miał znaczący wpływ na rozwój miasta i przemysłu w regionie.
W dwudziestoleciu międzywojennym Landwarów leżał w II Rzeczypospolitej, na linii w kierunku Kowna, będąc ostatnią stacją położoną w Polsce, przed granicą z Litwą. Odbywały się tu kontrole graniczne podróżnych podróżujących do i z Litwy, jednak najpóźniej do 15 maja 1940 kontrole planowano przenieść do Zawiasów. Stacją graniczną po stronie litewskiej były Jewie.

## Linie kolejowe
- Wilno – Kowno
- Wilno – Grodno